# تین وگ
وگ نوجوانان (انگلیسی: Teen Vogue) یک مجله چاپ آمریکا است که در سال ۲۰۰۳ به عنوان یک نشریه خواهر از وگ فعالیت کرد. این مجله درباره مد و شهره‌های سرشناس است.